# Hjälmaren
Der See Hjälmaren ist mit einer Fläche von 477 Quadratkilometern der viertgrößte See Schwedens. Er grenzt an die historischen Provinzen Västmanland, Södermanland und Närke. Der Hjälmaren ist ein seichter See mit einer mittleren Tiefe von 6 Metern und einer größten Tiefe von 20 Metern. Die größten Zuflüsse sind Svartån und der Kvismare-Kanal (Täljeån). Der Hjälmaren entwässert über den Eskilstunaån in den See Mälaren. In den 1880er Jahren wurde der Wasserspiegel des Hjälmaren um 1,9 Meter abgesenkt und 190 km² wurden trockengelegt.
Die größte Insel im Hjälmaren ist Vinön mit einer Fläche von 4,5 km².
Am Hjälmaren liegt die Provinzhauptstadt Örebro.
Über den Hjälmare kanal, die älteste künstliche Wasserstraße Schwedens, gibt es eine schiffbare Verbindung zum Mälaren und damit auch indirekt in die Ostsee.
Hjälmaren ist Schauplatz des 25. Kapitels von Selma Lagerlöfs Roman Die wunderbare Reise des kleinen Nils Holgersson mit den Wildgänsen.